# Merry Christmas... Have a Nice Life
Merry Christmas... Have a Nice Life – świąteczny album amerykańskiej piosenkarki Cyndi Lauper, wydany w roku 1998.

## Lista utworów
1. "Home on Christmas Day"
2. "Early Christmas Morning"
3. "Rockin’ Around the Christmas Tree"
4. "Christmas Conga"
5. "Minnie and Santa"
6. "Feels Like Christmas"
7. "Three Ships"
8. "New Year’s Baby (First Lullaby)"
9. "December Child"
10. "In the Bleak Midwinter"
11. "Silent Night"